# Список медалістів зимових Олімпійських ігор 2022
Зимові Олімпійські ігри 2022 — двадцять четверті зимові Олімпійські ігри, які відбулися з 4 по 20 лютого 2022 року у місті Пекін (Китай).

## Біатлон
Чоловіки
| Дисципліна                       | Золото                                                                              | Срібло                                                                 | Бронза                                                                                                  |
| Спринт, 10 км                    | Йоганнес Бо · Норвегія                                                              | Кентен Фійон-Має · Франція                                             | Тар'єй Бо · Норвегія                                                                                    |
| Перегони переслідування, 12,5 км | Кентен Фійон-Має · Франція                                                          | Тар'єй Бо · Норвегія                                                   | Едуард Латипов · Олімпійський комітет Росії                                                             |
| Індивідуальні перегони, 20 км    | Кентен Фійон-Має · Франція                                                          | Антон Смольський · Білорусь                                            | Йоганнес Бо · Норвегія                                                                                  |
| Масстарт, 15 км                  | Йоганнес Бо · Норвегія                                                              | Мартін Понсілуома · Швеція                                             | Ветле Шостад Крістіансен · Норвегія                                                                     |
| Естафета, 4×7,5 км               | НорвегіяСтурла Гольм Легрейд · Тар'єй Бо · Йоганнес Бо · Ветле Шостад Крістіансен · | ФранціяФаб'єн Клод · Емільєн Жаклен · Сімон Детьє · Кентен Фійон-Має · | Олімпійський комітет РосіїХалілі Саїд Карімулла · Олександр Логінов · Максим Цвєтков · Едуард Латипов · |

Жінки
| Дисципліна                     | Золото                                                                   | Срібло                                                                                                  | Бронза                                                                    |
| Спринт, 7,5 км                 | Марте Ольсбу-Рейселанн · Норвегія                                        | Ельвіра Карін Еберг · Швеція                                                                            | Доротея Вірер · Італія                                                    |
| Перегони переслідування, 10 км | Марте Ольсбу-Рейселанн · Норвегія                                        | Ельвіра Карін Еберг · Швеція                                                                            | Тіріль Екгофф · Норвегія                                                  |
| Індивідуальні перегони, 15 км  | Деніз Геррманн · Німеччина                                               | Анаїс Шевальє · Франція                                                                                 | Марте Ольсбу-Рейселанн · Норвегія                                         |
| Масстарт, 12,5 км              | Жустін Брезаз-Буше · Франція                                             | Тіріль Екгофф · Норвегія                                                                                | Марте Ольсбу-Рейселанн · Норвегія                                         |
| Естафета, 4×6 км               | ШвеціяЛінн Перссон · Мона Брорссон · Ганна Еберг · Ельвіра Карін Еберг · | Олімпійський комітет РосіїІрина Казакевич · Христина Рєзцова · Світлана Міронова · Уляна Нігматулліна · | НімеччинаВанесса Фоґт · Ванесса Гінц · Франциска Пройс · Деніз Геррманн · |

Змішана естафета
| Дисципліна                       | Золото                                                                     | Срібло                                                                   | Бронза                                                                                                 |
| Змішана естафета, 2×6 + 2×7,5 км | НорвегіяМарте Ольсбу-Рейселанн · Тіріль Екгофф · Тар'єй Бо · Йоганнес Бо · | ФранціяАнаїс Шевальє · Жулья Сімон · Емільєн Жаклен · Кентен Фійон-Має · | Олімпійський комітет РосіїУляна Нігматулліна · Христина Рєзцова · Олександр Логінов · Едуард Латипов · |

## Бобслей
Чоловіки
| Дисципліна | Золото                                                                           | Срібло                                                                        | Бронза                                                           |
| Двійки     | Німеччина · Франческо Фрідріх · Торстен Маргіс                                   | Німеччина · Йоганнес Лохнер · Флоріан Бауер                                   | Німеччина · Крістоф Гафер · Маттіас Зоммер                       |
| Четвірки   | Німеччина · Франческо Фрідріх · Торстен Маргіс · Канді Бауер · Александер Шюллер | Німеччина · Йоганнес Лохнер · Флоріан Бауер · Крістофер Вебер · Крістіан Расп | Канада · Джастін Кріппс · Раян Соммер · Кем Стоунс · Бен Коквелл |

Жінки
| Дисципліна | Золото                                 | Срібло                                            | Бронза                              |
| Монобоб    | Кейлі Гамфріс · США                    | Елана Меєрс · США                                 | Крістін де Брюйн · Канада           |
| Двійки     | Німеччина · Лаура Нольте · Дебора Леві | Німеччина · Маріама Яманка · Александра Бурґгардт | США · Елана Меєрс · Сільвія Гоффман |

## Гірськолижний спорт
Чоловіки
| Дисципліна         | Золото                     | Срібло                             | Бронза                             |
| Швидкісний спуск   | Беат Фойц · Швейцарія      | Жоан Кларе · Франція               | Маттіас Маєр · Австрія             |
| Комбінація         | Йоганнес Штрольц · Австрія | Александер Омодт Кільде · Норвегія | Джеймс Кроуфорд · Канада           |
| Супергігант        | Маттіас Маєр · Австрія     | Раян Кохран-Зігль · США            | Александер Омодт Кільде · Норвегія |
| Гігантський слалом | Марко Одерматт · Швейцарія | Жан Кранець · Словенія             | Матьє Февр · Франція               |
| Слалом             | Клеман Ноель · Франція     | Йоганнес Штрольц · Австрія         | Себастьян Фосс-Солевог · Норвегія  |

Жінки
| Дисципліна         | Золото                    | Срібло                        | Бронза                      |
| Швидкісний спуск   | Корінне Зутер · Швейцарія | Софія Ґоджа · Італія          | Надя Делаго · Італія        |
| Комбінація         | Мішель Гізін · Швейцарія  | Венді Гольденер · Швейцарія   | Федеріка Бріньоне · Італія  |
| Супергігант        | Лара Ґут · Швейцарія      | Мір'ям Пухнер · Австрія       | Мішель Гізін · Швейцарія    |
| Гігантський слалом | Сара Гектор · Швеція      | Федеріка Бріньоне · Італія    | Лара Ґут · Швейцарія        |
| Слалом             | Петра Влгова · Словаччина | Катаріна Лінсбергер · Австрія | Венді Гольденер · Швейцарія |

Командні змагання
| Дисципліна      | Золото | Срібло                                                                               | Бронза |
| Змішані команди | Австрія · Катаріна Губер · Катаріна Лінсбергер · Катаріна Труппе · Штефан Бреннштайнер · Міхаель Матт · Йоганнес Штрольц | Німеччина · Емма Айхер · Лена Дюрр · Юліан Раухфус · Александер Шмід · Лінус Штрасер | Норвегія · Міна Фюрст Гольтманн · Тея Луїз Штьєрнесунн · Марія Терезе Твіберґ · Тімон Гауґан · Фаб'ян Вілкенс Солгейм · Расмус Віндінґстад |

## Керлінг
| Дисципліна   | Золото                                                                                         | Срібло                                                                                      | Бронза                                                                                         |
| Чоловіки     | Швеція · Ніклас Едін · Оскар Ерікссон · Расмус Врано · Христоффер Сундгрен · Даніель Маґнуссон | Велика Британія · Брюс Моует · Ґрант Гарді · Боббі Леммі · Геммі Макміллан мол. · Росс Вайт | Канада · Бред Ґушу · Марк Ніколс · Бретт Ґаллант · Джефф Вокер · Марк Кеннеді                  |
| Жінки        | Велика Британія · Ів Мюргед · Вікі Райт · Дженніфер Доддс · Гейлі Дафф · Мілі Сміт             | Японія · Сацукі Фудзісава · Тінамі Йосіда · Юмі Судзукі · Юріка Йрсіда · Котомі Ісідзакі    | Швеція · Анна Гассельборг · Сара Макманус · Агнес Кнохенгауер · Софія Мабергс · Юганна Гельдін |
| Змішані пари | Італія · Стефанія Константіні · Амос Мозанер                                                   | Норвегія · Крістін Скаслієн · Магнус Недреготтен                                            | Швеція · Альміда де Валь · Оскар Ерікссон                                                      |

## Ковзанярський спорт
Чоловіки
| Дисципліна                       | Золото                                                                 | Срібло                                                                         | Бронза                                                        |
| 500 метрів                       | Гао Тін'юй · Китай                                                     | Чха Мін Гю · Південна Корея                                                    | Ватару Морісіґе · Японія                                      |
| 1000 метрів                      | Томас Крол · Нідерланди                                                | Лоран Дюбрей · Канада                                                          | Говард Гольмефйорд Лорентцен · Норвегія                       |
| 1500 метрів                      | К'єлд Нойс · Нідерланди                                                | Томас Крол · Нідерланди                                                        | Кім Мін Сок · Південна Корея                                  |
| 5000 метрів                      | Нільс ван дер Пул · Швеція                                             | Патрік Руст · Нідерланди                                                       | Галлґейр Енґебротен · Норвегія                                |
| 10000 метрів                     | Нільс ван дер Пул · Швеція                                             | Патрік Руст · Нідерланди                                                       | Давіде Гьотто · Італія                                        |
| Мас-старт                        | Барт Свінгс · Бельгія                                                  | Чон Чхе Вон · Південна Корея                                                   | Лі Син Хун · Південна Корея                                   |
| Командні перегони переслідування | НорвегіяГаллґейр Енґебротен · Педер Конґшеуґ · Сверре Лунде Педерсен · | Олімпійський комітет РосіїДанило Алдошкін · Сергій Трофімов · Руслан Захаров · | СШАІтен Сеп'юран · Кейсі Доусон · Емері Леман · Джой Мантія · |

Жінки
| Дисципліна                       | Золото                                                   | Срібло                                        | Бронза                                                                         |
| 500 метрів                       | Ерін Джексон · США                                       | Міхо Такаґі · Японія                          | Ангеліна Голікова · Олімпійський комітет Росії                                 |
| 1000 метрів                      | Міхо Такаґі · Японія                                     | Ютта Лердам · Нідерланди                      | Бріттані Боу · США                                                             |
| 1500 метрів                      | Ірен Вюст · Нідерланди                                   | Міхо Такаґі · Японія                          | Антуанетте де Йонг · Нідерланди                                                |
| 3000 метрів                      | Ірене Схаутен · Нідерланди                               | Франческа Лоллобриджида · Італія              | Ізабель Вайдеман · Канада                                                      |
| 5000 метрів                      | Ірене Схаутен · Нідерланди                               | Ізабель Вайдеман · Канада                     | Мартіна Сабликова · Чехія                                                      |
| Мас-старт                        | Ірене Схаутен · Нідерланди                               | Івані Блонден · Канада                        | Франческа Лоллобриджида · Італія                                               |
| Командні перегони переслідування | КанадаІвані Блонден · Валері Мальте · Ізабель Вайдеман · | ЯпоніяАяно Сато · Міхо Такаґі · Нана Такаґі · | НідерландиАнтуанетте де Йонг · Марейке Ґруневауд · Ірене Схаутен · Ірен Вюст · |

## Лижне двоборство
| Дисципліна                         | Золото                                                                         | Срібло                                                                  | Бронза                                                                |
| Нормальний трамплін/10км           | Фінценц Гайгер · Німеччина                                                     | Єрген Гробак · Норвегія                                                 | Лукас Грайдерер · Австрія                                             |
| Великий трамплін/10км              | Єрген Гробак · Норвегія                                                        | Єнс Лурос Офтебру · Норвегія                                            | Акіто Ватабе · Японія                                                 |
| Естафета — великий трамплін/4×5 км | Норвегія · Єрген Гробак · Єнс Лурос Офтебру · Еспен Б'єрнстад · Еспен Андерсен | Німеччина · Мануель Файст · Ерік Френцель · Фінценц Гайгер · Юліан Шмід | Японія · Акіто Ватабе · Йосіто Ватабе · Хідеакі Наґаї · Рьота Ямамото |

## Лижні перегони
Чоловіки
| Дисципліна                       | Золото                                                                                              | Срібло                                                                                 | Бронза                                                                 |
| 15 км — класичний стиль          | Ійво Нісканен · Фінляндія                                                                           | Олександр Большунов · Олімпійський комітет Росії                                       | Йоганнес Гесфлот Клебо · Норвегія                                      |
| 30 км скіатлон                   | Олександр Большунов · Олімпійський комітет Росії                                                    | Денис Спіцов · Олімпійський комітет Росії                                              | Ійво Нісканен · Фінляндія                                              |
| 30 км мас-старт — вільний стиль  | Олександр Большунов · Олімпійський комітет Росії                                                    | Іван Якимушкін · Олімпійський комітет Росії                                            | Сімен Геґстад Крюґер · Норвегія                                        |
| 4×10 км естафета                 | Олімпійський комітет РосіїОлексій Червоткін · Олександр Большунов · Денис Спіцов · Сергій Устюгов · | НорвегіяЕміль Іверсен · Поль Гольберг · Ганс Крістер Голунд · Йоганнес Гесфлот Клебо · | ФранціяРішар Жув · Юго Лапалюс · Клеман Парісс · Моріс Маніфіка ·      |
| Спринт — класичний стиль         | Йоганнес Гесфлот Клебо · Норвегія                                                                   | Федеріко Пеллегріно · Італія                                                           | Олександр Терентьєв · Олімпійський комітет Росії                       |
| Командний спринт — вільний стиль | Норвегія · Ерік Вальнес · Йоганнес Гесфлот Клебо                                                    | Фінляндія · Ійво Нісканен · Йоні Мякі                                                  | Олімпійський комітет Росії · Олександр Большунов · Олександр Терентьєв |

Жінки
| Дисципліна                       | Золото                                                                                          | Срібло                                                                       | Бронза                                                                   |
| 10 км — класичний стиль          | Терезе Йогауг · Норвегія                                                                        | Кертту Нісканен · Фінляндія                                                  | Кріста Пярмякоскі · Фінляндія                                            |
| 15 км скіатлон                   | Терезе Йогауг · Норвегія                                                                        | Наталія Непряєва · Олімпійський комітет Росії                                | Тереза Штадлобер · Австрія                                               |
| 30 км мас-старт — вільний стиль  | Терезе Йогауг · Норвегія                                                                        | Джессіка Діггінс · США                                                       | Кертту Нісканен · Фінляндія                                              |
| 4×5 км естафета                  | Олімпійський комітет РосіїЮлія Ступак · Наталія Непряєва · Тетяна Соріна · Вероніка Степанова · | НімеччинаКатеріне Зауербрай · Катаріна Генніґ · Вікторія Карл · Софі Крель · | ШвеціяМая Дальквіст · Ебба Андерссон · Фріда Карлссон · Йонна Сундлінг · |
| Спринт — класичний стиль         | Йонна Сундлінг · Швеція                                                                         | Мая Дальквіст · Швеція                                                       | Джессіка Діггінс · США                                                   |
| Командний спринт — вільний стиль | Німеччина · Катаріна Генніґ · Вікторія Карл                                                     | Швеція · Мая Дальквіст · Йонна Сундлінг                                      | Олімпійський комітет Росії · Юлія Ступак · Наталія Непряєва              |

## Санний спорт
| Дисципліна                | Золото                                                                           | Срібло                                                                   | Бронза                                                                    |
| Одномісні сани (чоловіки) | Йоганнес Людвіг · Німеччина                                                      | Вольфганг Кіндль · Австрія                                               | Домінік Фішналлер · Італія                                                |
| Двомісні сани             | Німеччина · Тобіас Вендль · Тобіас Арльт                                         | Німеччина · Тоні Еггерт · Заша Бенекен                                   | Австрія · Томас Штеу · Лоренц Коллер                                      |
| Одномісні сани (жінки)    | Наталі Гайзенбергер · Німеччина                                                  | Анна Беррайтер · Німеччина                                               | Тетяна Іванова · Олімпійський комітет Росії                               |
| Естафета                  | Німеччина · Наталі Гайзенбергер · Йоганнес Людвіг · Тобіас Вендль / Тобіас Арльт | Австрія · Маделайне Егле · Вольфганг Кіндль · Томас Штеу / Лоренц Коллер | Латвія · Еліза Тірума · Крістерс Апарйодс · Мартиньш Ботс / Робертс Плуме |

## Скелетон
| Дисципліна | Золото                        | Срібло                       | Бронза                    |
| Чоловіки   | Крістофер Гротгер · Німеччина | Аксель Юнг · Німеччина       | Янь Веньган · Китай       |
| Жінки      | Ганна Найзе · Німеччина       | Жаклін Нарракотт · Австралія | Кімберлі Бос · Нідерланди |

## Сноубординг
Чоловіки
| Дисципліна                     | Золото                        | Срібло                   | Бронза                                 |
| Слоупстайл                     | Максанс Парро · Канада        | Су Їмін · Китай          | Марк Мак-Морріс · Канада               |
| Хафпайп                        | Аюму Хірано · Японія          | Скотт Джеймс · Австралія | Ян Шеррер · Швейцарія                  |
| Сноубордкрос                   | Алессандро Геммерле · Австрія | Еліот Ґронден · Канада   | Омар Візінтін · Італія                 |
| Паралельний гігантський слалом | Беньямін Карл · Австрія       | Тім Мастнак · Словенія   | Вік Вайлд · Олімпійський комітет Росії |
| Біг-ейр                        | Су Їмін · Китай               | Монс Рейсланд · Норвегія | Максанс Парро · Канада                 |

Жінки
| Дисципліна                     | Золото                               | Срібло                               | Бронза                   |
| Слоупстайл                     | Зої Садовскі-Синнотт · Нова Зеландія | Джулія Маріно · США                  | Тесс Коуді · Австралія   |
| Хафпайп                        | Клое Кім · США                       | Керальт Кастельєт · Іспанія          | Сена Томіта · Японія     |
| Сноубордкрос                   | Ліндсі Джекобелліс · США             | Клое Треспеш · Франція               | Мер'єта О'Дайн · Канада  |
| Паралельний гігантський слалом | Естер Ледецька · Чехія               | Даніела Ульбінґ · Австрія            | Глорія Котник · Словенія |
| Біг-ейр                        | Анна Гассер · Австрія                | Зої Садовскі-Синнотт · Нова Зеландія | Кокомо Мурасе · Японія   |

Змішані
| Дисципліна   | Золото                                     | Срібло                                 | Бронза                                  |
| Сноубордкрос | США · Нік Баумґартнер · Ліндсі Джекобелліс | Італія · Омар Візінтін · Мікела Мойолі | Канада · Еліот Ґронден · Мер'єта О'Дайн |

## Стрибки з трампліна
Чоловіки
| Дисципліна              | Золото                                                              | Срібло                                                      | Бронза                                                                       |
| Трамплін К-98           | Рьою Кобаясі · Японія                                               | Мануель Феттнер · Австрія                                   | Давід Кубацький · Польща                                                     |
| Трамплін К-125          | Маріус Ліндвік · Норвегія                                           | Рьою Кобаясі · Японія                                       | Карл Гайгер · Німеччина                                                      |
| Трамплін К-125, команди | Австрія · Штефан Крафт · Даніель Губер · Ян Герль · Мануель Феттнер | Словенія · Ловро Кос · Цене Превц · Тімі Зайц · Петер Превц | Німеччина · Константін Шмід · Штефан Лайє · Маркус Айзенбіхлер · Карл Гайгер |

Жінки
| Дисципліна    | Золото                  | Срібло                        | Бронза                  |
| Трамплін К-98 | Урша Богатай · Словенія | Катаріна Альтгаус · Німеччина | Ніка Крижнар · Словенія |

Змішані
| Дисципліна      | Золото                                                           | Срібло                                                                                      | Бронза                                                                             |
| Змішані команди | Словенія · Ніка Крижнар · Тімі Зайц · Урша Богатай · Петер Превц | Олімпійський комітет Росії · Ірма Махиня · Данило Садрєєв · Ірина Аввакумова · Євген Климов | Канада · Александрія Лутітт · Меттью Соукуп · Ебіґейл Стрейт · Маккензі Бойд-Клаус |

## Фігурне катання
| Дисципліна                 | Золото | Срібло | Бронза |
| Чоловічі одиночні змагання | Натан Чен · США | Юма Кагіяма · Японія | Сьома Уно · Японія |
| Жіночі одиночні змагання   | Анна Щербакова · Республіка Китай | Олександра Трусова · Республіка Китай | Каорі Сакамото · Японія |
| Парні змагання             | Китай · Суй Веньцзін · Хань Цун | Олімпійський комітет Росії · Евгенія Тарасова · Володимир Морозов                                                                          | Олімпійський комітет Росії · Анастасія Мішина · Олександр Галлямов                                                             |
| Танці на льоду             | Франція · Габріелла Пападакіс · Гійом Сізерон                                                                                               | Олімпійський комітет Росії · Вікторія Сініцина · Микита Кацалапов                                                                          | США · Медісон Хаббелл · Закарі Донохью                                                                                         |
| Командні змагання          | Олімпійський комітет Росії · Марк Кондратюк · Каміла Валієва · Анастасія Мішина / Олександр Галлямов · Вікторія Сініцина / Микита Кацалапов | США · Натан Чен · Вінсент Чжоу · Карен Чен · Алекса Кнірім / Брендон Фрейзер · Медісон Хаббелл / Закарі Донохью · Медісон Чок / Еван Бейтс | Японія · Сьома Уно · Юма Кагіяма · Вакаба Хігучі · Каорі Сакамото · Ріку Міура / Рюїті Кіхара · Місато Комацубара / Тім Колето |

## Фристайл
Чоловіки
| Дисципліна | Золото                       | Срібло                        | Бронза                                     |
| Біг-ейр    | Бірк Рууд · Норвегія         | Колбі Стівенсон · США         | Генрік Гарлот · Швеція                     |
| Могул      | Вальтер Вальберг · Швеція    | Мікаель Кінгсбері · Канада    | Ікума Хорісіма · Японія                    |
| Акробатика | Ці Гуанпу · Китай            | Олександр Абраменко · Україна | Ілля Буров · Олімпійський комітет Росії    |
| Скікрос    | Раян Режез · Швейцарія       | Алекс Фіва · Швейцарія        | Сергій Ридзик · Олімпійський комітет Росії |
| Слоупстайл | Алекс Голл · США             | Нік Геппер · США              | Єспер Т'єдер · Швеція                      |
| Хафпайп    | Ніко Портеус · Нова Зеландія | Девід Вайс · США              | Алекс Феррейра · США                       |

Жінки
| Дисципліна | Золото                     | Срібло                    | Бронза                                          |
| Біг-ейр    | Ейлін Гу · Китай           | Тесс Ледо · Франція       | Матільд Гремо · Швейцарія                       |
| Могул      | Джакара Ентоні · Австралія | Джелін Кауф · США         | Анастасія Смирнова · Олімпійський комітет Росії |
| Акробатика | Сюй Ментао · Китай         | Ганна Гуськова · Білорусь | Меґан Нік · США                                 |
| Скікрос    | Сандра Неслунд · Швеція    | Маріелль Томпсон · Канада | Даніела Маєр · Німеччина                        |
| Слоупстайл | Матільд Гремо · Швейцарія  | Ейлін Гу · Китай          | Келлі Сілдару · Естонія                         |
| Хафпайп    | Ейлін Гу · Китай           | Кессі Шарп · Канада       | Рейчел Каркер · Канада                          |

Змішані
| Дисципліна | Золото                                                    | Срібло                                       | Бронза                                            |
| Акробатика | США · Ешлі Колдуелл · Крістофер Лілліс · Джастін Шунефелд | Китай · Сюй Ментао · Цзя Цзун'ян · Ці Гуанпу | Канада · Маріон Тено · Міха Фонтен · Льюїс Ірвінг |

## Хокей
| Дисципліна | Золото | Срібло | Бронза |
| Чоловіки   |        |        |        |
| Жінки      |        |        |        |

## Шорт-трек
Чоловіки
| Дисципліна              | Золото                                                                              | Срібло                                                                             | Бронза                                                                     |
| 500 метрів              | Лю Шаоан · Угорщина                                                                 | Костянтин Івлієв · Олімпійський комітет Росії                                      | Стівен Дюбуа · Канада                                                      |
| 1000 метрів             | Жень Цзивей · Китай                                                                 | Лі Веньлун · Китай                                                                 | Лю Шаоан · Угорщина                                                        |
| 1500 метрів             | Хван Те Хон · Південна Корея                                                        | Стівен Дюбуа · Канада                                                              | Семен Єлістратов · Олімпійський комітет Росії                              |
| Естафета, 4×5000 метрів | КанадаШарль Амлен · Стівен Дюбуа · Паскаль Діон · Джордан П'єр-Жиль · Максім Лаун · | Південна КореяЛі Джун Со · Кім Дон Ук · Хван Те Хон · Квак Юн Гі · Парк Джан Хюк · | ІталіяП'єтро Сігель · Юрі Конфортола · Томмазо Дотті · Андреа Кассінеллі · |

Жінки
| Дисципліна              | Золото                                                                             | Срібло                                                           | Бронза                                                  |
| 500 метрів              | Аріанна Фонтана · Італія                                                           | Сюзанне Схюлтінг · Нідерланди                                    | Кім Бутен · Канада                                      |
| 1000 метрів             | Сюзанне Схюлтінг · Нідерланди                                                      | Чхве Мін Джон · Південна Корея                                   | Анне Десмет · Бельгія                                   |
| 1500 метрів             | Чхве Мін Джон · Південна Корея                                                     | Аріанна Фонтана · Італія                                         | Сюзанне Схюлтінг · Нідерланди                           |
| Естафета, 4×3000 метрів | НідерландиСюзанне Схюлтінг · Сельма Паутсма · Ксандра Велзебур · Яра ван Керкгоф · | Південна КореяСо Ві Мін · Чхве Мін Джон · Кім А Ран · Лі Ю Бін · | КитайЦюй Чуньюй · Хань Ютон · Фань Кесінь · Чжан Ютін · |

Змішані
| Дисципліна              | Золото                                                               | Срібло | Бронза                                                                                   |
| естафета, 4×2000 метрів | КитайЦюй Чуньюй · Фань Кесінь · У Дацзін · Жень Цзивей · Чжан Ютін · | ІталіяАріанна Фонтана · Мартіна Вальчепіна · Андреа Кассінеллі · П'єтро Сігель · Аріанна Вальчепіна · Юрі Конфортола · | УгорщинаСофія Конья · Петра Ясапаті · Лю Шаоан · Лю Шандор Шаолінь · Джон-Генрі Крюгер · |